# Ellen Allien
Ellen Allien (Ellen Fraatz) – urodzona w Berlinie DJ, wokalistka, producentka, wykonująca muzykę elektroniczną, założycielka wytwórni płytowej BPitch Control. Swoją karierę zaczynała w 1992 roku w berlińskich klubach Tresor, Bunker i E-Werk, gdzie była rezydentem. Przez dwa lata prowadziła własną audycję w berlińskim radiu Kiss-FM. W 1995 założyła swój pierwszy label muzyczny nazwany za audycją „Braincandy”, jednak po dwóch latach z powodu małej popularności, „Braincandy” przestał istnieć. W zamian, Ellen Allien zaczęła organizować cykliczną imprezę pod nazwą „B Pitch”, a w 1999 założyła nową wytwórnię „BPitch Control”, która okazała się sukcesem.

## Dyskografia

### Albumy
- Stadtkind (2001)
- Berlinette (2003)
- Thrills (2005)
- Orchestra of Bubbles (2006) z Apparatem
- SOOL (2008)
- Dust (2010)
- LISm (2013)
- Nost (2017)
- Alientronic (2019)

### Single
- Dataromance (2000)
- Magma (2005)
- Your Body Is My Body (2005)
- Ondu / Caress (2008)
- Lover (2009)

### EPki
- Yellow Sky, Volume II (1995)
- Last Kiss '99 (2000)
- Erdbeermund (2002)
- Astral (2004)
- Go (2007)
- Pump (2010)

### Kompilacje
- Flieg mit Ellen Allien (BPitch Control, 2001)
- weiss.mix (BPitch Control, 2002)
- Ellen Allien Remix Collection (Asphodel, 2004)
- My Parade (BPitch Control, 2004)
- Berlinbytes (XMAG, 2007)
- The Other Side Berlin (Deaf Dumb & Blind, 2007)
- Fabric 34: Ellen Allien (fabric, 2007)
- Watergate 05 (Watergate Records, 2010)

### Remiksy
- Dataromance Remixes (2001)
- Stadtkind Remixe (2001)
- Trash Scapes Remixes (2003)
- Alles Sehen Remixes (2003)
- Remix Collection (2004)
- Magma Cdm (2005)
- Down Remixes (2006)